# 云南前卫土指挥佥事
云南前卫土指挥佥事是明朝时期云南布政司云南府下辖的一个土司，治云南前卫，今昆明市西山区前卫营。:411

## 历史
一世土官董赐，为元朝安宁州土知州，明军入滇后率部来降。洪武十五年（1382年），董赐随颍川侯傅友德征鹤庆，在石门关有功。十六年（1383年），备马进京朝贡，十七年（1384年）正月，授中顺大夫、鹤庆府知府，其侄子董节为安宁州土知州。由于当时董赐无子，遂冒称董节为其子。洪武十八年（1385年），董赐入朝谢恩，奏“父子俱受荣显，无以补报”，以董节年幼不能理政为由，希望辞去鹤庆官职，返回安宁自为知州。朱元璋不同意，称“尔能绥靖边鄙，故授尔官庶报尔功，今尔辞尊居卑，柰何？”命傅友德及诸大臣商议，以董赐有功为由，均不同意辞官，最终以云南前卫距安宁较近，改授董赐为明威将军、云南前卫世袭指挥佥事，同意免去董节官职，令董节平时操习，准备承袭指挥佥事职位。
后董赐又生子董保，永乐元年（1403年），董保袭云南前卫世袭指挥佥事职，董节才称是董赐侄子，后另求授知州原职。
洪武二十五年（1392年），董赐进京入贡。永乐二年（1404年），云南前卫土指挥佥事董保与安宁州土知州董节进京朝贡。
明朝灭亡，云南前卫裁撤，土司废。

## 世系
共11世，承袭不详。
- 董赐（《滇志》作“董通”[10]）
- 董保，董赐长男（另说庶长男[5]）
- 董承诏

## 延伸阅读
- 《颖川侯傅友德与鹤庆府知府董赐书》，见载于《万历云南通志·卷十四·艺文志第十之一》。 维基文库中的相關文獻：万历云南通志·卷十四